# John Monash
John Monash (27 de junio de 1865 – 8 de octubre de 1931) ingeniero civil y comandante militar de Australia en la Primera Guerra Mundial.

## Primeros años
Monash nació en la calle Dudley, en el suburbio de West Melbourne, Victoria el 27 de junio de 1865, hijo de Louis Monash y su esposa Bertha, née Manasse. Ambos padres eran de origen judío-alemán (el apellido, originalmente se escribía Monasch y se pronunciaba con énfasis en el sonido "ach"), vivían en Krotoszyn, Gran Polonia, entonces parte de las Particiones de Polonia. Sin embargo, la familia hablaba alemán y hasta se ha llegado sugerir que eran de origen alemán y no polaco. La familia se mudó al pueblo de Jerilderie, en la región Riverina de Nueva Gales del Sur en 1874, lugar donde su padre administraba una tienda. Incluso se especula que Monash pudo haber conocido al bandolero Ned Kelly durante el asalto que realizó en ese lugar en 1879, pues su maestro, William Elliott, participó en el asalto. Monash asistió a la escuela pública, su inteligencia fue reconocida y se le recomendó a la familia mudarse a Melbourne para permitirle alcanzar su potencial máximo. Se mudaron en 1877. Fue educado en el Colegio Escocés bajo la tutela de Alexander Morrison dónde acreditó el examen de matriculación a los 14 años de edad, a los 16 ya era el dux (líder) de la escuela. Se graduó de la Universidad de Melbourne como ingeniero civil en 1893, como practicante de leyes en 1895 y como Doctor en Ingeniería en 1921.
Monash se casó con Hannah Victoria Moss el 8 de abril de 1891, su hija Bertha, nació en 1893. Trabajó como Ingeniero Civil y jugó un rol importante en la introducción del hormigón reforzado a la ingeniería australiana. Inicialmente, trabajó para contratistas privados en la construcción de puentes y ferrocarriles, así como de abogado en el arbitraje contractual. Tras un periodo en la Melbourne Harbour Trust, se asoció con J.T.N. Anderson en 1894, trabajando como consultor y contratista. Al disolverse la sociedad en 1905 se unió al constructor David Mitchell y al químico industrial John Gibson para formar la compañía Reinforced Concrete & Monier Pipe Construction Co., y en 1906 formaría con ellos y unos empresarios del sur de Australia, la compañía S.A. Reinforced Concrete Co. Se volvió líder en su profesión y fue nombrado presidente del Instituto Victoriano de Ingenieros y un miembro de la Institution of Civil Engineers (en español: Institución de Ingenieros Civiles) , Londres.
Monash se unió a la compañía universitaria de la milicia en 1884 y fue nombrado teniente de la unidad de batería de milicia de North Melbourne en 1887. Recibió el grado de capitán en 1895, de mayor en 1897 y en 1906 fue nombrado teniente coronel del cuerpo de inteligencia. Fue teniente coronel de la decimotercera brigada de infantería en 1912; en el estallido de la Primera Guerra Mundial fue nombrado jefe censor en Australia.

## Primera Guerra Mundial
Cuando estalló la guerra en 1914, Monash cambió su condición de militar en la reserva a oficial de ejército a tiempo completo. A pesar de la histeria contra los alemanes de la época, parece que jamás hubo comentario alguno en contra de su origen alemán. Cuando se creó la primera fuerza imperial australiana, Monash fue enviado a Egipto para comandar a la cuarta brigada de infantería.

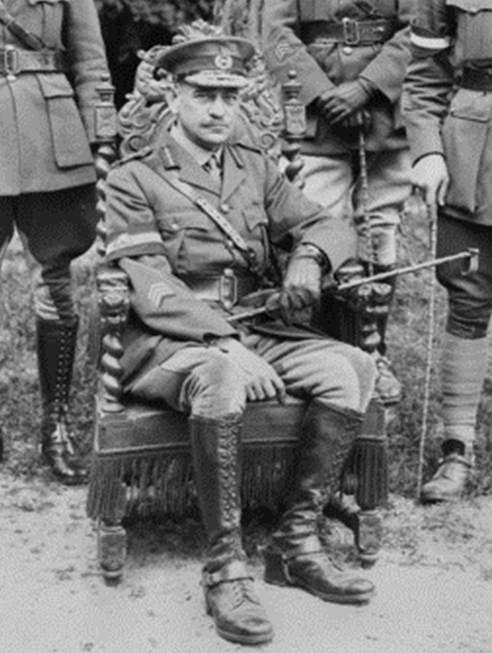
Monash durante la Primera Guerra Mundial.

En 1915 su brigada, siendo parte de la División Australiana y Neozelandesa, bajó el mando del General de divisiónAlexander Godley, participó en la desastrosa Batalla de Galípoli en contra del ejército otomano. Inicialmente, su brigada defendió la línea entre la Colina del Papa y el puesto de mando de Courney; el valle detrás de esta línea fue conocida como "el Valle Monash". En ese lugar se creó fama por méritos propios con su toma de decisiones de manera independiente y sus habilidades logísticas. Fue ascendido al rango de General de brigada en julio del mismo año.
En la Batalla de Sari Bair, Monash tenía el objetivo de capturar la Colina 971, el punto más elevado del alcance de Sari Bair, pero el fracaso en el intento de llevar sus tropas a través del terreno sinuoso antes de la batalla, resultó en un desastre en el intento coordinado final para derrotar las fuerzas turcas en la península de Galípoli. Esto marcó el punto más bajo de su carrera militar.
Comandó el último asalto significativo en la batalla de Galípoli en el ataque de la Colina 60 el 21 de agosto, asalto que fue parcialmente exitoso. Sus cartas escritas durante la guerra, se encuentran llenas de relatos sobre el valor y gallardía de los hombres que comandó. Al recibir las orden de evacuación en diciembre de 1915, supervisó metódicamente el curso exacto a seguir por los hombres bajo su comando, y fue uno de los últimos equipos en partir.
Así como hubo gran desilusión tras el fracaso en Galípoli, también hubo cierto consuelo en el hecho de que la evacuación había sido un éxito. Se logró retirar con apenas una baja y sin levantar sospechas en el enemigo a cuarenta y cinco mil hombres y millones de kilogramos en mulas, armas, pertrechos, provisiones y transporte. Horas después los turcos lanzaron un furioso bombardeo sobre trincheras vacías.
Después de un periodo de calma en Egipto por junio de 1917, Monash fue enviado al noroeste de Francia. En julio, ya con el rango de General de división, estuvo a cargo de la tercera División Australiana. Entrenó minuciosamente a su división en Inglaterra, paso a paso hasta alcanzar las mejores condiciones posibles. Estuvo involucrado en varias operativas, incluyendo la Batalla de Messines, la Batalla de Boodseinde y la Batalla de Passchendaele, con cierto éxito aunque también con las grandes bajas, características de éstas operativas. Logró impresionar al alto mando británico con sus habilidades y entusiasmo. En mayo de 1918 fue ascendido a Teniente General y fue nombrado comandante de los Cuerpos Australianos, que fue en su época, el cuerpo militar más grande del frente occidental de la guerra.
Monash relataría más tarde que el punto decisivo de la guerra fue la recuperación del pueblo de Villers-Bretonneux el 25 de abril de 1918, después de la invasión por parte de los alemanes bajo el mando del General William Heneker. Villers-Bretonneux fue capturada por la decimotercera brigada de Thomas William Glasgow y la decimoquinta brigada de Harold Elliot.

## Comandante del Cuerpo Australiano

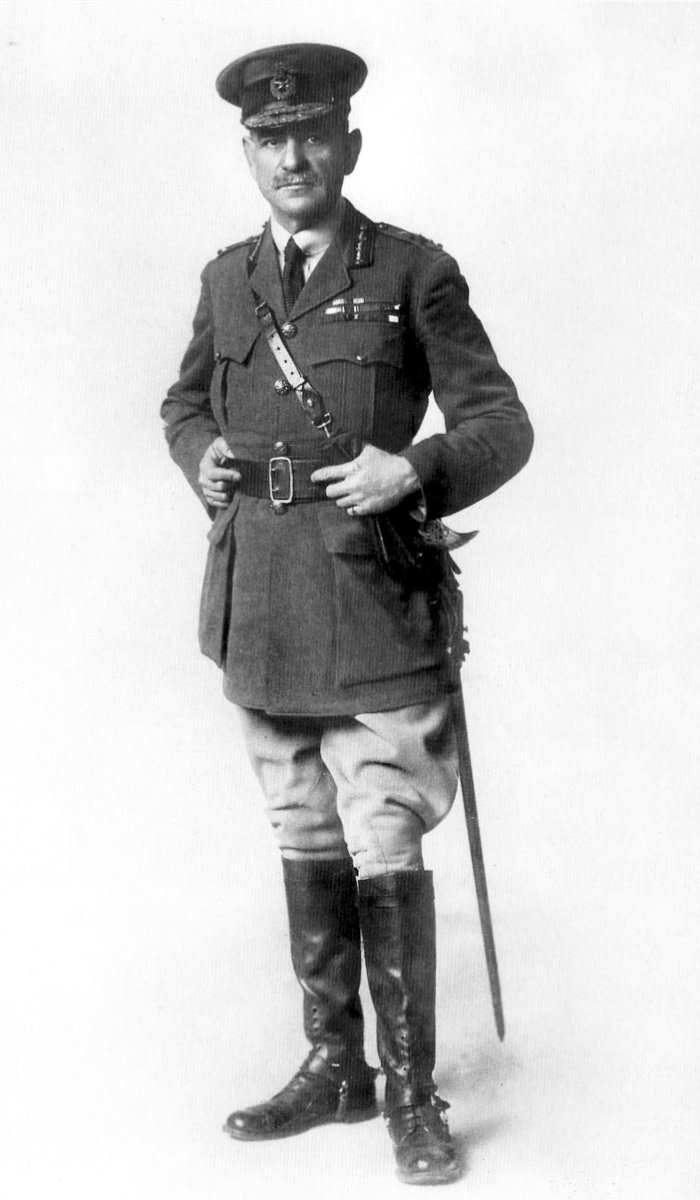
Monash en 1918.

A pesar de no haber recibido entrenamiento formal como oficial del ejército, Monash fue un reconocido como un defensor del uso coordinado de infantería, fuerza aérea, artillería y tanques.

El verdadero papel de la infantería no es sacrificarse heroicamente en esfuerzo físico, no acobardarse ante el implacable fuego de ametralladoras o no quedar atravesados por bayonetas enemigas; sino avanzar bajo la máxima protección posible de la máxima variedad posible de recursos mecánicos, a manera de armas, armas automáticas, tanques, morteros y aeronaves; de avanzar con la menor dificultad posible, de avanzar tranquilos tan lejos como sea posible de la obligación de luchar para continuar el avance.
Monash

El historiador oficial del ejército australiano, Charles Bean, reconoció que Monash era más efectivo a medida que tenía más roce con el ejército, donde tuvo la gran capacidad de usar sus habilidades para el planeamiento meticuloso y la organización así como para innovar en el área tecnológica y de tácticas. Bean no había sido un admirador de Monash en los inicios de su carrera, en parte por su prejuicio general en contra del trasfondo judío-prusiano de Monash, y más particularmente porque Monash no se ajustaba al concepto que Bean tenía del personaje australiano por excelencia que Bean estaba mitificando en su obra monumental "Australia en la Guerra de 1914-1918". (Sin embargo ambos, Bean y Monash, después de ver los peores excesos de las doctrinas militares británicas y de atestiguar el desperdicio de vidas en el frente occidental; determinaron que el papel del comandante era el de proteger y cuidar tanto como fuera posible, a las tropas bajo su mando). Bean, quién había dicho acerca de Monash: "No queremos una Australia representada principalmente por hombres que por su capacidad, natural e innata de los judíos; se exijan así mismos"; conspiró junto a Keith Murdoch para socavar a Monash y removerlo del comando del cuerpo del ejército australiano. Engañaron al primer ministro Billy Hughes para que creyera que altos oficiales se oponían a Monash. Hughes llegó al frente antes de la Batalla de Hamel preparado para reemplazar a Monash, pero cambió de parecer después de consultarlo con oficiales de alto rango y tras observar el magnífico poder de planeamiento y ejecución desplegado por Monash.
El 4 de julio de 1918, en la Batalla de Hamel; Monash lideró la Cuarta División australiana, con el apoyo del comandante del Cuarto Ejército Británico Henry Rawlinson, de la Quinta Brigada de Tanques Británica y junto al despliegue de tropas estadounidenses; para ganar una pequeña pero tácticamente significativa victoria para los Aliados. La Batalla de Amiens comenzó el 8 de agosto de 1918. Las tropas aliadas bajo el mando de Douglas Haig, atacaron a los alemanes, predominantemente con el Cuarto Ejército Británico comandado por Rawlinson (el cual consistía del Cuerpo Australiano bajo el mando de Monash, el Cuerpo Canadiense de Arthur Currie y el Tercer Cuerpo Británico). El ataque aliado usó al Cuerpo Australiano como punta de lanza, al cual Monash otorgó el objetivo principal de capturar artillería enemiga en la primera fase, con el fin de reducir al mínimo el potencial daño de las fuerzas atacantes. La batalla resultó en una fuerte y significativa victoria aliada, y la primera victoria decisiva para el ejército británico de la guerra, causando el reconocimiento alemán de su derrota en la guerra. El derrotado líder alemán, el General Ludendorff lo describió con estas palabras: "El 8 de agosto fue el día negro del Ejército Alemán en la historia de la guerra". Estos operativos solo fueron el comienzo de una amplia ofensiva aliada en el frente occidental. El 12 de agosto de 1918, Monash fue nombrado compañero de la Orden del Baño en el campo de batalla por el Rey Jorge V, la primera vez que un monarca británico haya homenajeado a un comandante de tal manera en 200 años. Entonces los australianos lograron una serie de victorias en contra de los alemanes en Chignes, Mont St. Quentin, Péronne y Hargicourt. Monash tuvo a 208.000 hombres bajo su mando, incluyendo a 50.000 estadounidenses sin experiencia. Entre el 16 de septiembre y el 5 de octubre de 1918, planeó el ataque sobre las defensas alemanas en la Batalla de la Línea Hindenburg. Finalmente, los aliados rompieron la Línea Hindenburg el 5 de octubre, y en esencia, la guerra terminó. En ese 5 de octubre, el Príncipe Maximiliano de Baden pidió, en nombre del gobierno alemán; el armisticio inmediato en tierra, aire y agua.
Para el final de la guerra, Monash había adquirido una sobresaliente reputación por su intelecto, magnetismo personal, administración e ingenio. También se ganó el respeto y lealtad de sus tropas, su lema era "Alimenta a tus tropas con la victoria". El Mariscal de Campo Bernard Montgomery escribió más tarde: 

Yo hubiese nombrado a Sir John Monash como el mejor general en el frente occidental de Europa.
Bernard Law Montgomery

 Aunque tiene un alto contenido de hipérbole, esta oración ilustra el gran respeto profesional que Monash alcanzó fuera de Australia.

## Impacto
El impacto de Monash en el pensamiento militar australiano fue significativo en tres áreas. Primero, fue el primer australiano en liderar la totalidad de las fuerzas australianas y tomó, como hicieron los subsecuentes comandantes australianos, una línea relativamente independiente de sus superiores británicos. Segundo, promovió el concepto de que el deber de un comandante es asegurar la seguridad y el bienestar de sus tropas como una postura preeminente. Y finalmente, él, junto al Mariscal de Campo Thomas Blamey; demostró el beneficio de un planeamiento a conciencia, con la integración de todas las fuerzas armadas disponibles y de todos los componentes apoyando al frente; incluyendo a los servicios logísticos, médicos y recreativos. Posteriormente, las tropas contaron que uno de los acontecimientos más extraordinarios acerca de la Batalla de Hamel, no fueron el uso de los carros blindados ni el tremendo éxito del operativo; sino el hecho, de que en medio de la batalla, Monash dispuso la entrega de comida caliente en el frente.

## Después de la guerra

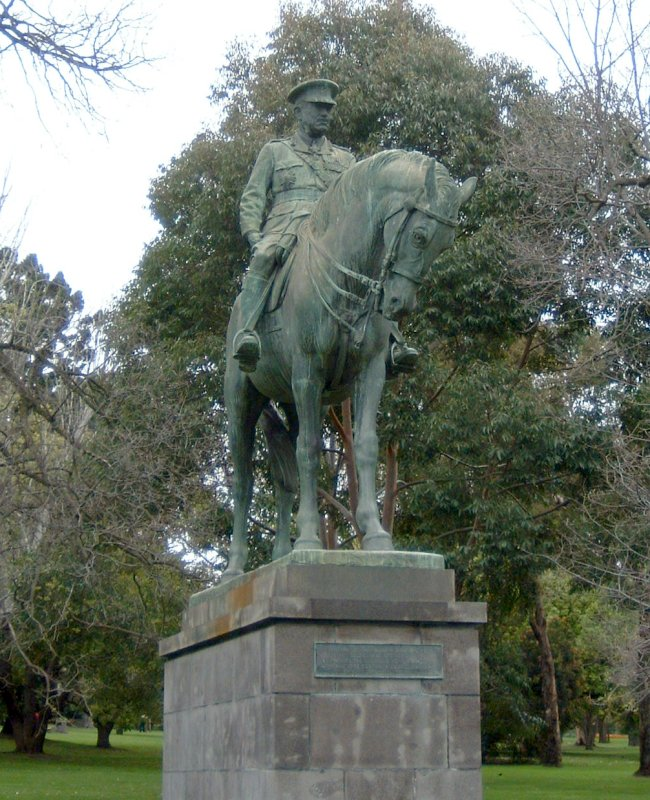
Estatua de Monash en Melbourne.

Poco después del cese de hostilidades, Monash fue puesto a cargo de un departamento especial encargado de repatriar a las tropas australianas. Regresó a Australia el 26 de diciembre de 1919, recibió una bienvenida tumultuosa.
Después, Monash trabajo en prominentes posiciones civiles, siendo la más distinguida, su posición como cabeza de la Comisión de Electricidad Estatal de Victoria en octubre de 1920. También fue vicecanciller de la Universidad de Melbourne de 1923 hasta su muerte, 8 años más tarde. Monash fue un miembro activo del Club de Rotarios de Melbourne, el primer Club de Rotarios de Australia, dónde también fue presidente de 1922 a 1923. En 1927, se convirtió en patrón de la entonces recién fundada Federación Sionista de Australia y Nueva Zelanda.
En 1923 fue llamado al gobierno de Victoria de Harry Lawson para organizar a "policías especiales" con el objetivo de restaurar el orden tras la huelga policial de Victoria de 1923. Fue uno de los principales organizadores de la celebración anual del Día de los Cuerpos de Australia y Nueva Zelanda, y supervisó la planificación del monumento a la memoria de la guerra, el Shrine of Remembrance (en español: Santuario a la Memoria) en Melbourne. Monash fue homenajeado con numerosos premios y condecoraciones por parte de universidades y gobiernos extranjeros. Monash se derrumbó a inicios de 1929 cuándo su nieto mayor, John (quién tenía 6 años de edad), murió tras contraer un raro virus de gripe.
John Monash murió en Melbourne el 8 de octubre de 1931 a la edad de 66 años, recibió un funeral de Estado. Un estimado de 250.000 dolientes asistieron para presentar sus respetos, la multitud más numerosa en un funeral en el país hasta ese momento. La Ciudad de Monash, el Centro Médico Monash, la Autopista Monash y la Universidad Monash, fueron nombrados en su honor. Su rostro, aparece en el billete de más alta denominación en Australia ($100 AUD). La "Villa Monash" (en israelí: Kfar Monash) en Israel también fue nombrada en su honor, así como el suburbio de Monash en Canberra, Australia. El éxito de Monash, en parte refleja la tolerancia de la sociedad australiana, pero en mayor grado - en la más dura experiencia que la joven nación haya sufrido - formó esa tolerancia y demostró a los australianos que Australia es de carácter diverso, que es una sociedad multiétnica y una mezcla de tradiciones del "monte" y la "ciudad".
En un símbolo de humildad final, a pesar de sus logros, honores y títulos, ordenó que su lápida simplemente portara las palabras "John Monash". Fue enterrado en el Cementerio General Brighton en Melbourne.
A finales de 2008, el antiguo primer ministro Diputado australiano Tim Fischer empezó a promover una campaña en el Parlamento Australiano para ascender a Monash al grado de Mariscal de Campo, igual que lo hecho por el congreso de EE. UU. al General de los Ejércitos George Washington.